# Louis Français
Pour les articles homonymes, voir Français (homonymie).
François, Louis Français né à Plombières (Vosges) le 17 novembre 1814 et mort à Paris le 28 mai 1897, est un peintre, graveur et illustrateur français.
Rattaché à l'École de Barbizon, il est l'un des peintres de paysage les plus réputés de son vivant. Un musée lui est consacré dans sa ville natale.

## Biographie
Louis Français étudie la peinture sous la direction de Jean Gigoux et de Camille Corot, et débute au Salon de 1837. Ses premières toiles trahissaient une sorte de pesanteur native, dont il se débarrassa peu à peu. Son premier paysage, Une chanson sous les saules, peint en collaboration avec Henri Charles Antoine Baron, est remarqué. On lui doit aussi Jardin antique, Le Parc de Saint-Cloud (avec des figures d'Ernest Meissonier), Soleil couchant en Italie, La Fin de l'hiver, Le Ravin de Nepi.
En 1843, il fonde avec Célestin Nanteuil, Eugène Prosper Leroux, Adolphe Mouilleron (1820-1881), et Henri Baron, le périodique Les Artistes contemporains qui paraît jusqu'en 1847,.
Français participe à l'Exposition universelle de 1855 avec quatre nouvelles toiles et un Sentier dans les blés, qui révèle un paysagiste de premier ordre. 
En 1859, il collabore à la décoration de la salle du personnel de l'hôpital de la Charité de Paris[réf. nécessaire], partiellement reconstruite au musée de l'Assistance publique - Hôpitaux de Paris.
Il expose Le Ruisseau de Neuf-Pré et, parmi plusieurs toiles de moindre importance, la grande page Orphée (1863). Après Orphée, la toile la plus importante de Français est son Bois sacré où l'artiste rend une fête de la nature, une aube de printemps. Viennent ensuite : Environs de Paris, Environs de Rome (1866), les Regains (1868), Le Mont-Blanc vu de Saint-Cergues (1866), Vue prise aux Vaux-de-Cernay (1872), Souvenir de Nice (1873), une Source, une Terrasse à Nice (1874), Le Ravin du Puits-Noir, Le Ruisseau du Puits-Noir (1875), Le Miroir de Scey.
En 1884, Français expose L'Étang de Clisson, paysage plein de fraîcheur et de poésie, en 1885, une Vue du bord du lac de Némi et un petit Dessous de bois. En 1890, Français est le premier paysagiste à être admis à l'Institut au fauteuil de Robert-Fleury. Cette même année, il obtient la médaille d'honneur au Salon des artistes français où il expose deux paysages.
Français illustre de nombreux ouvrages de son époque, notamment Robinson Crusoé, collabore à plusieurs journaux, et grave plusieurs œuvres d'interprétation dont celles de Prosper Marilhat.
Sa jeune amie Rose Maireau, née à Étrœungt, est elle-même graveuse et figure parmi les artistes exposés en 1908 dans la nouvelle salle du Petit Palais consacrée à l'estampe moderne. 
Toute sa vie il reste attaché aux théories de Charles Fourier. 
Louis Français est nommé chevalier de la Légion d'honneur en 1853, et promu officier du même ordre en 1867.

Portraits de Louis Français
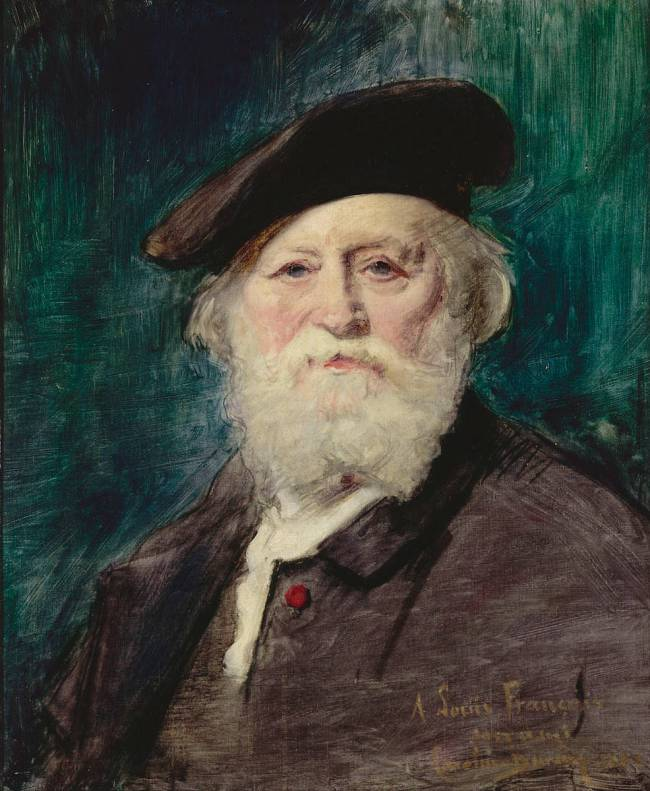
Carolus-Duran, Portrait de François-Louis Français (1888), Paris, musée d'Orsay.
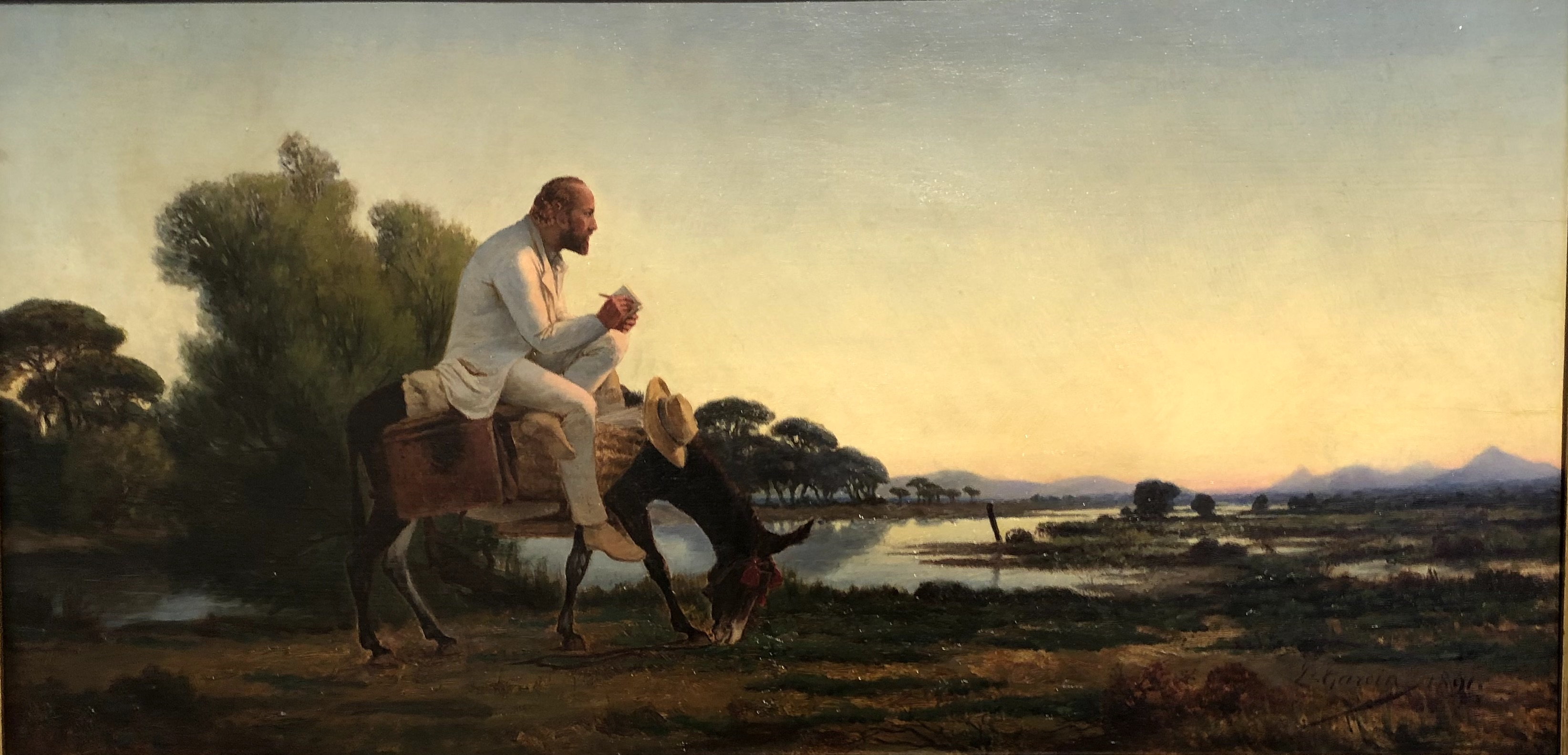
Louis Garcin, Le Peintre Louis Français monté sur un âne (1891), Hyères, La Banque, musée des Cultures et du Paysage.
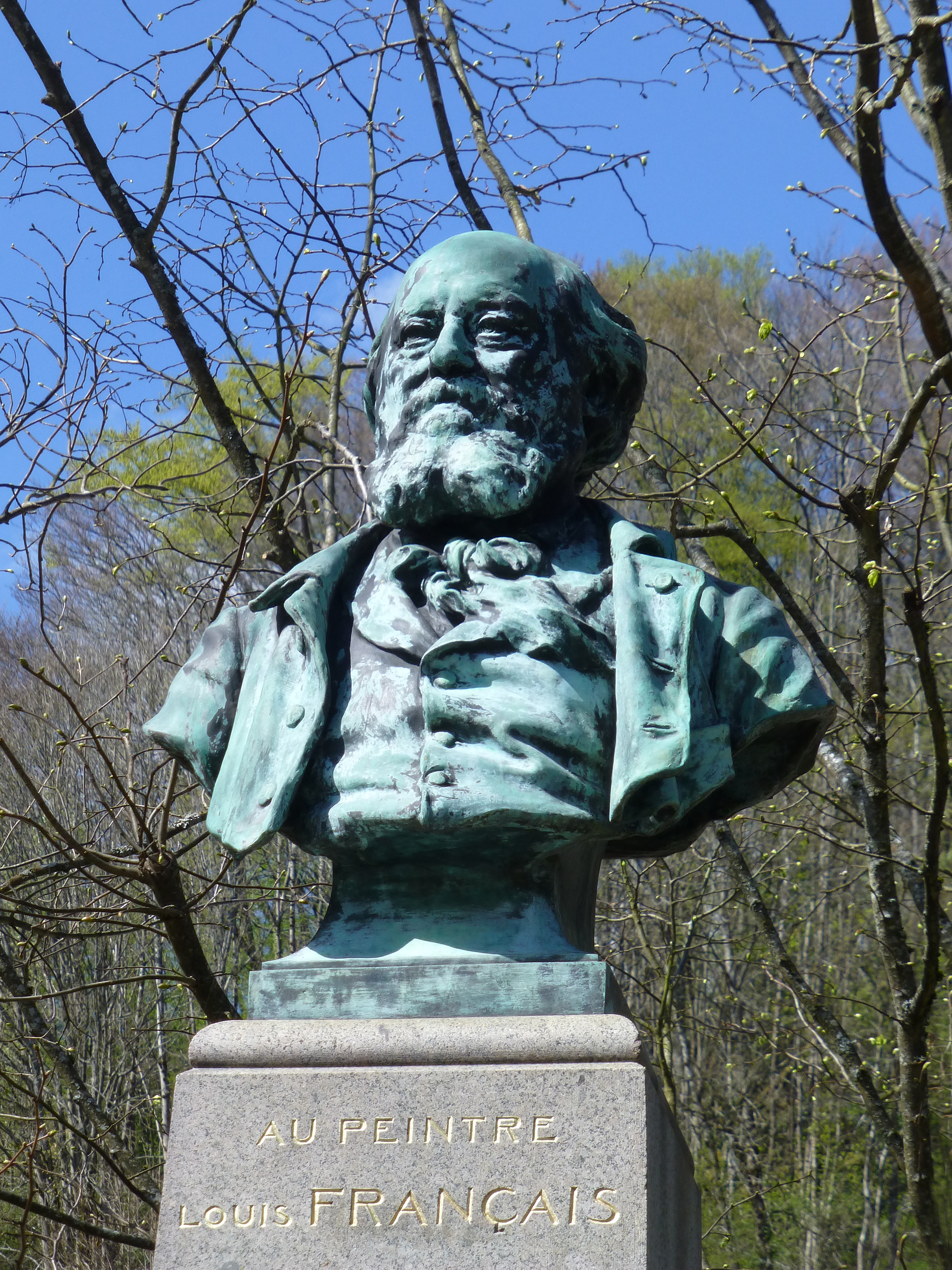
Émile Peynot, Monument au peintre Louis Français (1901, détail), Plombières-les-Bains.

## Collections publiques

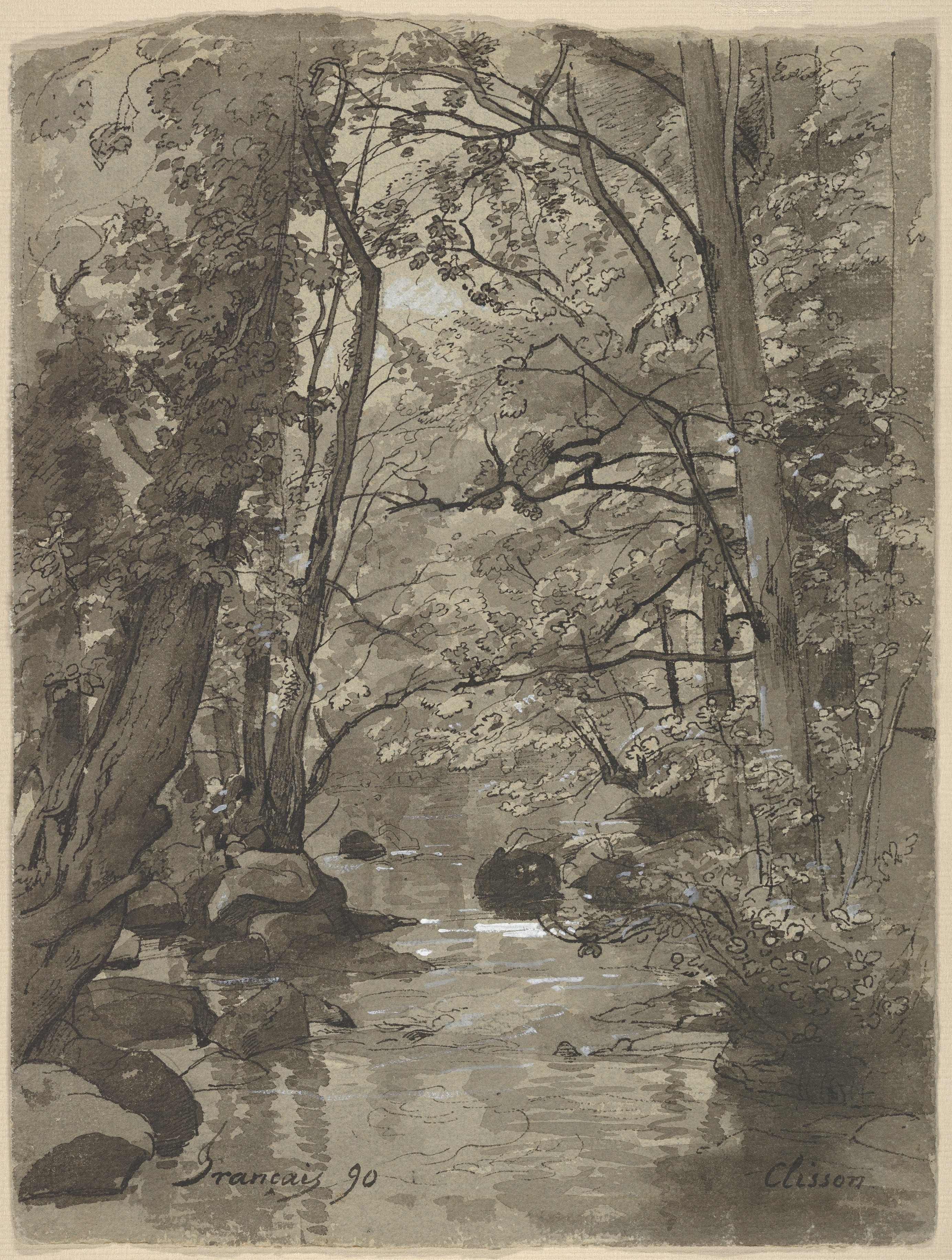
Forêt à Clisson (1890), lavis, New York, Metropolitan Museum of Art.

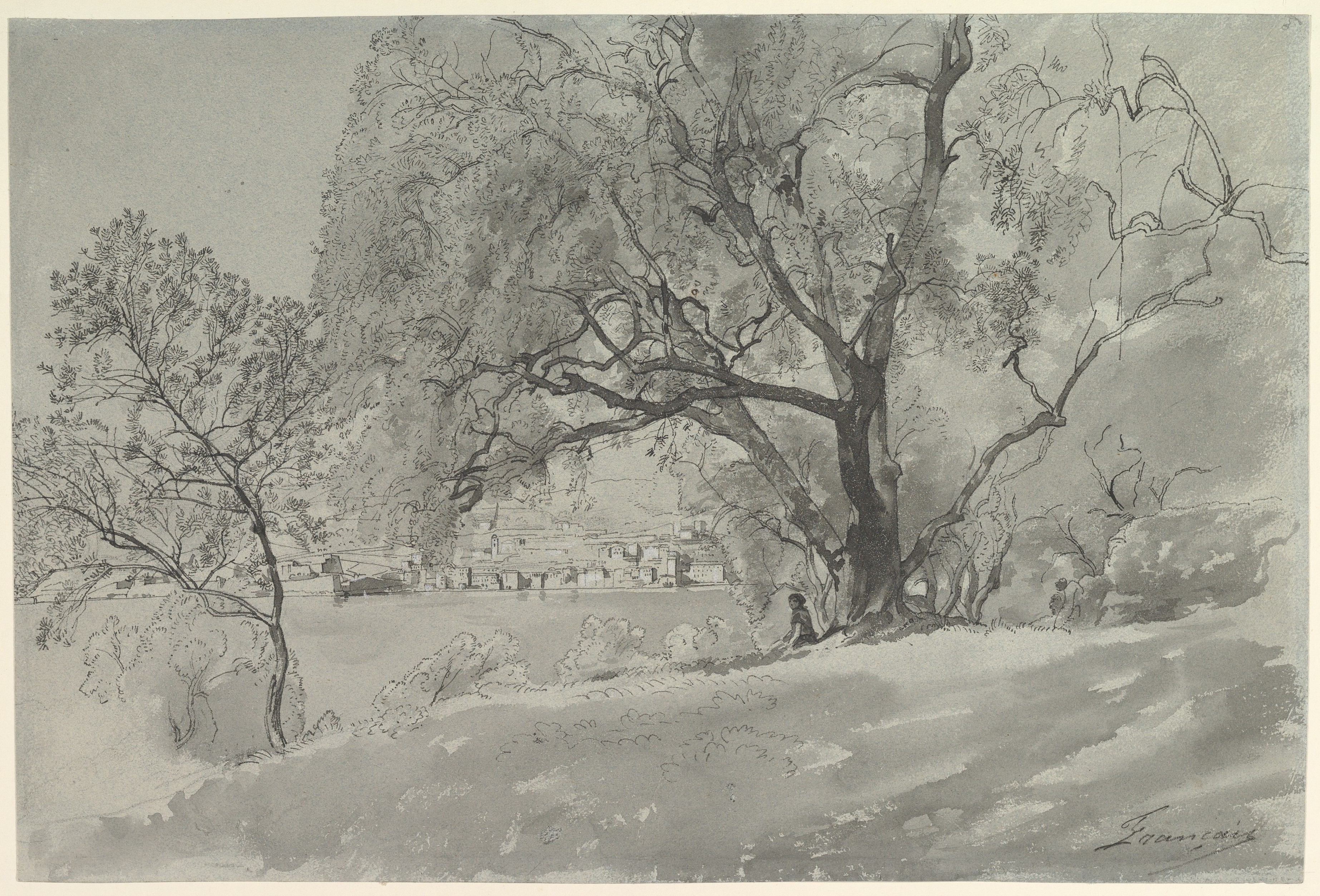
Personnage assis près d'un lac, lavis, New York, Metropolitan Museum of Art.

- Chantilly, musée Condé : Vue du hameau (parc de Chantilly), 1846, huile sur toile[8].
- Chartres, musée des Beaux-Arts :
  - Sous-Bois, huile sur toile, seconde moitié du XIXe siècle (inv. 7041)[9].
- Dijon :
  - musée des Beaux-Arts :
    - Campagne de Rome, 1846-1849, aquarelle[10] ;
    - Portrait de l'artiste, 1893, huile sur toile[11] ;
    - Soleil couchant, huile sur toile[12] ;
    - Une baie en Provence, 1885, huile sur toile[13] ;
    - Vue de la lieutenance à Honfleur, huile sur toile[14].

  - musée Magnin : Mare au crépuscule, vers 1846-1849, huile sur bois[15].
- Dole, musée des Beaux-Arts : Cour de ferme, huile sur toile[16].
- Gray, musée Baron-Martin : Portrait du docteur Henri Turk, d'Arc-les-Gray, 1863, huile sur bois, 55 × 44 cm.
- Lille, palais des Beaux-Arts : Bois sacré, 1864, huile sur toile[17].
- Nantes, musée des Beaux-Arts :
  - Portrait du peintre par lui-même, 1888, huile sur carton, huile sur toile[18] ;
  - Au bord de l'eau, environs de Paris, 1861, huile sur toile[19] ;
  - L'Église de Clisson, construite en 1890 par l'architecte L.R.Ménard, 1891, huile sur toile[20] ;
  - Portrait de Madame Cresty, huile sur toile[21] ;
  - Portrait de Mlle Housset, 1885, huile sur bois[22].
- Paris :
  - église de la Sainte-Trinité :
    - Adam et Ève chassés du paradis, 1878 ;
    - Le Baptême du Christ, 1878.

  - musée du Louvre :
    - La Mer, aux environs du bourg de Batz en Bretagne, aquarelle[23] ;
    - Les Jardins de Tivoli, 1849, aquarelle et gouache[24] ;
    - Paysage de sous-bois, crayon noir[25] ;
    - Petite cascade entre des rochers, à Pescarella, crayon noir et encre de Chine[26] ;
    - Portrait de femme, à mi-corps, de face, 1892, crayon noir et sanguine[27] ;
    - Rochers et arbres dans la forêt de Fontainebleau, 1834, mine de plomb[28].

  - musée d'Orsay :
    - Jean Français, père de l'artiste, 1855, huile sur toile[29] ;
    - Orphée, 1863, huile sur toile[30].
- Strasbourg, musée des Beaux-Arts :
  - Daphnis et Chloé, 1872, huile sur toile ;
  - Vue d'Antibes, 1894, huile sur toile.
- Pont-Audemer, Musée Alfred-Canel
  - Château de Pierrefonds, Huile sur toile

Œuvres de François-Louis Français
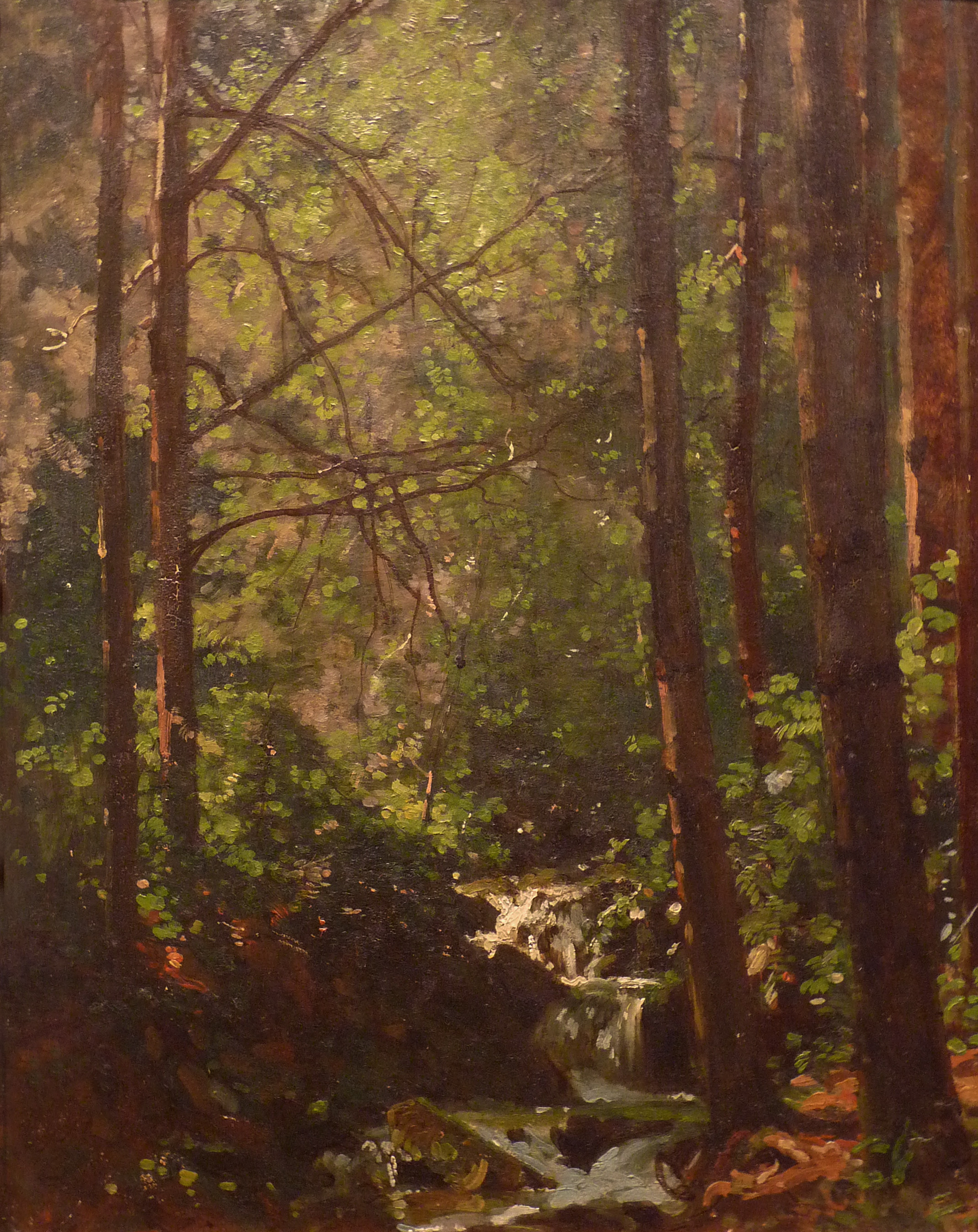
Cascade du Gehard (Vosges), Remiremont, musée Charles-de-Bruyères.
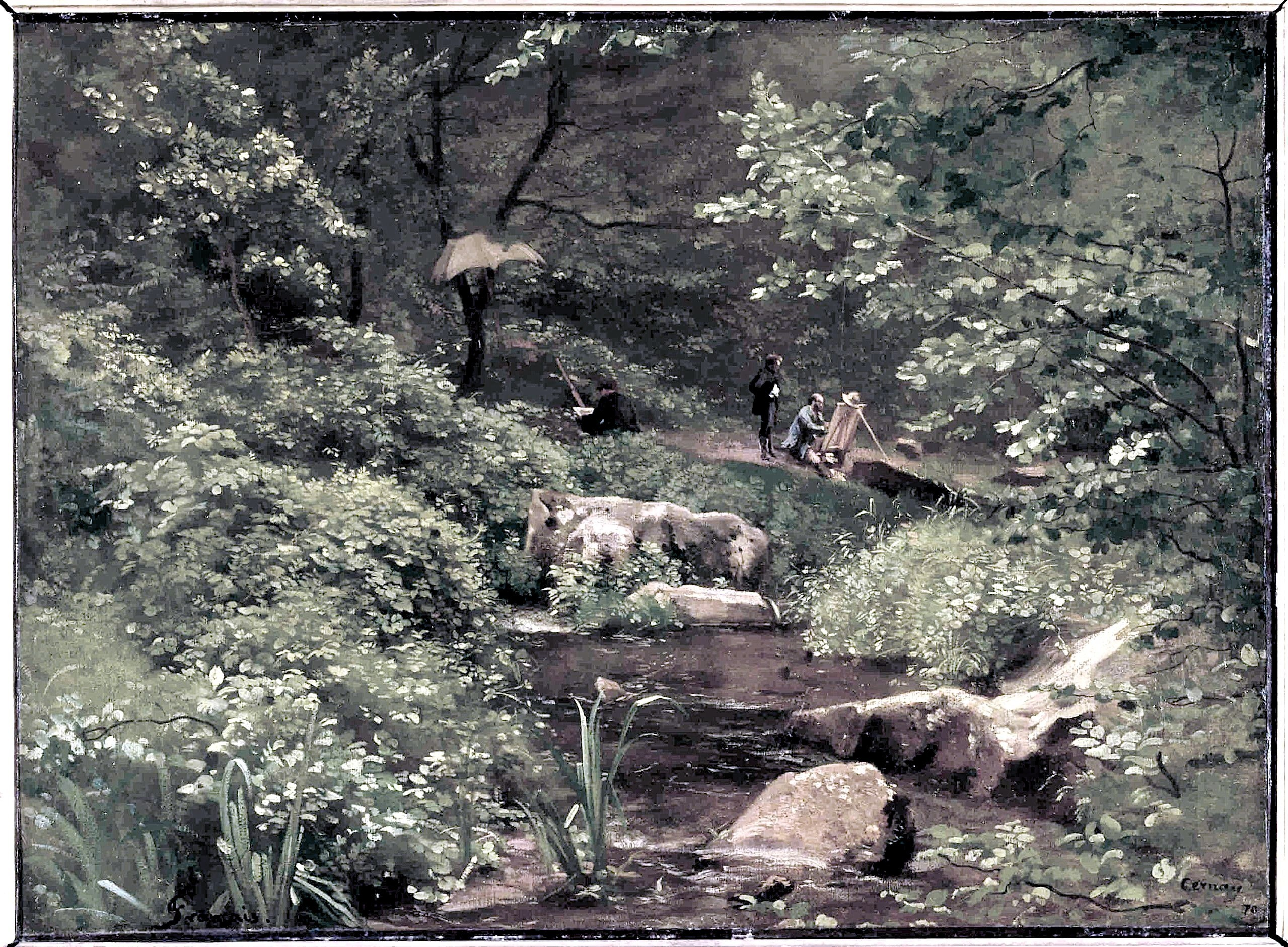
Les Peintres au Vaux-de-Cernay (1870), Remiremont, musée Charles de Bruyères.
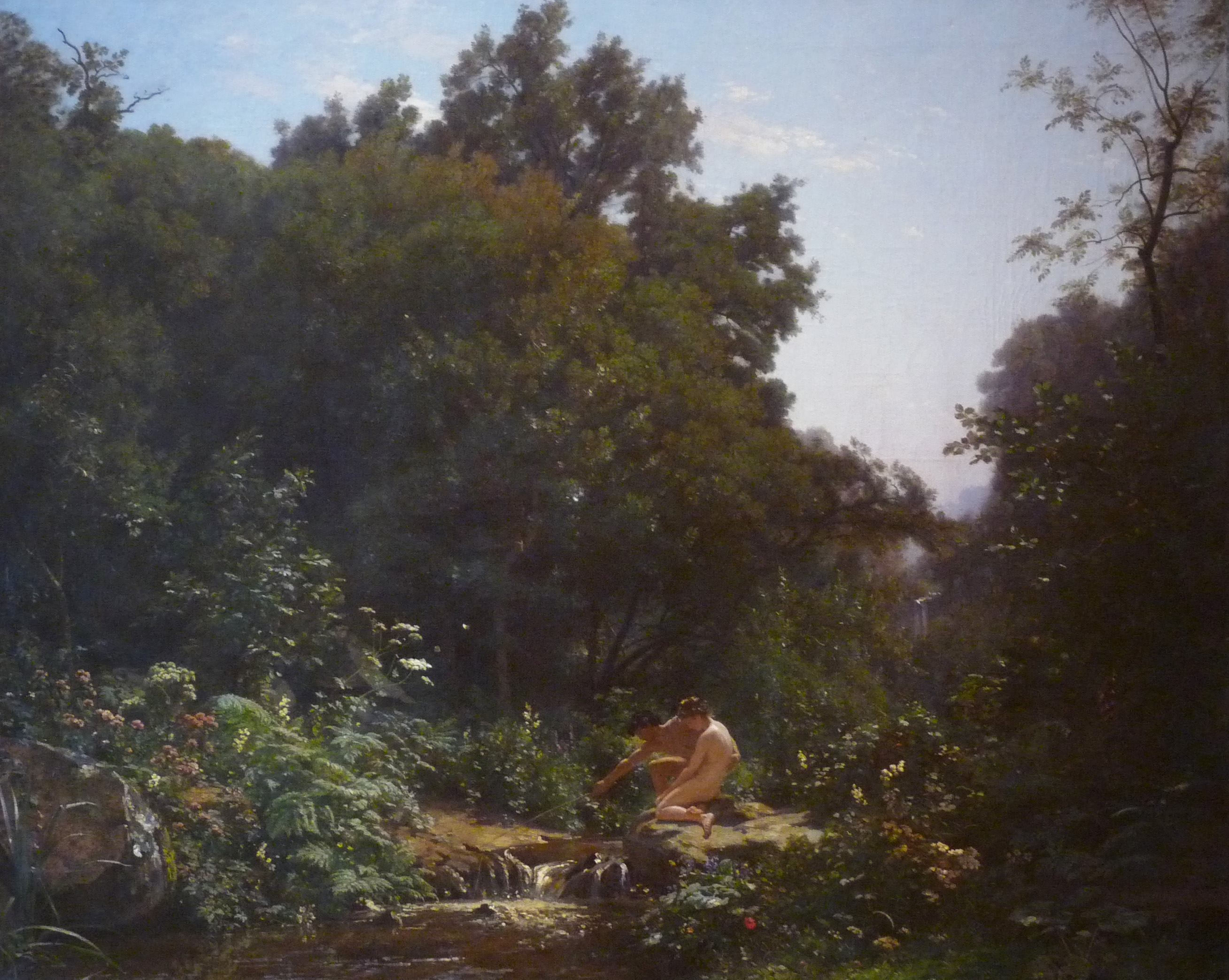
Daphnis et Chloé (1872), musée des Beaux-Arts de Strasbourg.
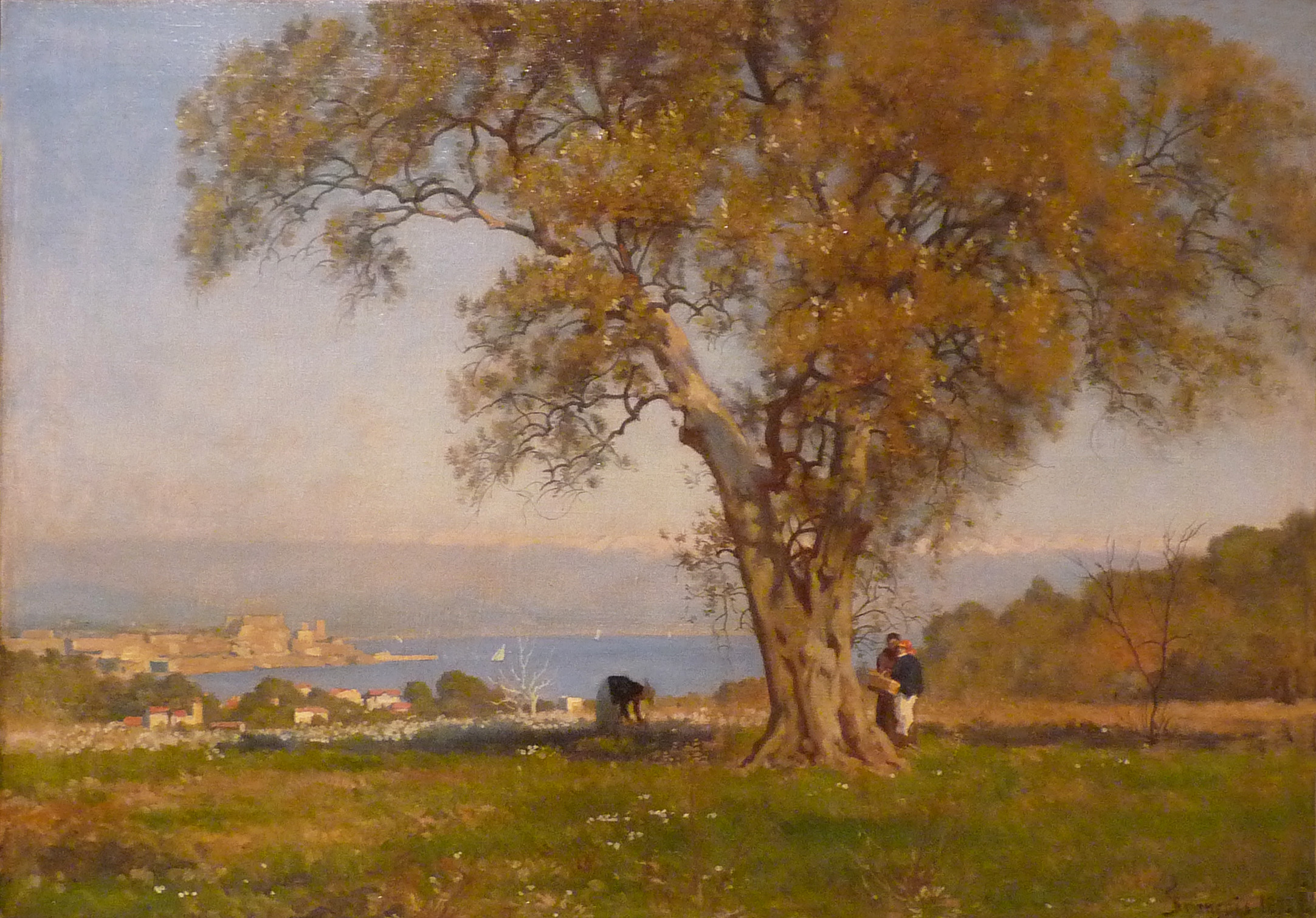
Vue d'Antibes (1894), musée des Beaux-Arts de Strasbourg.
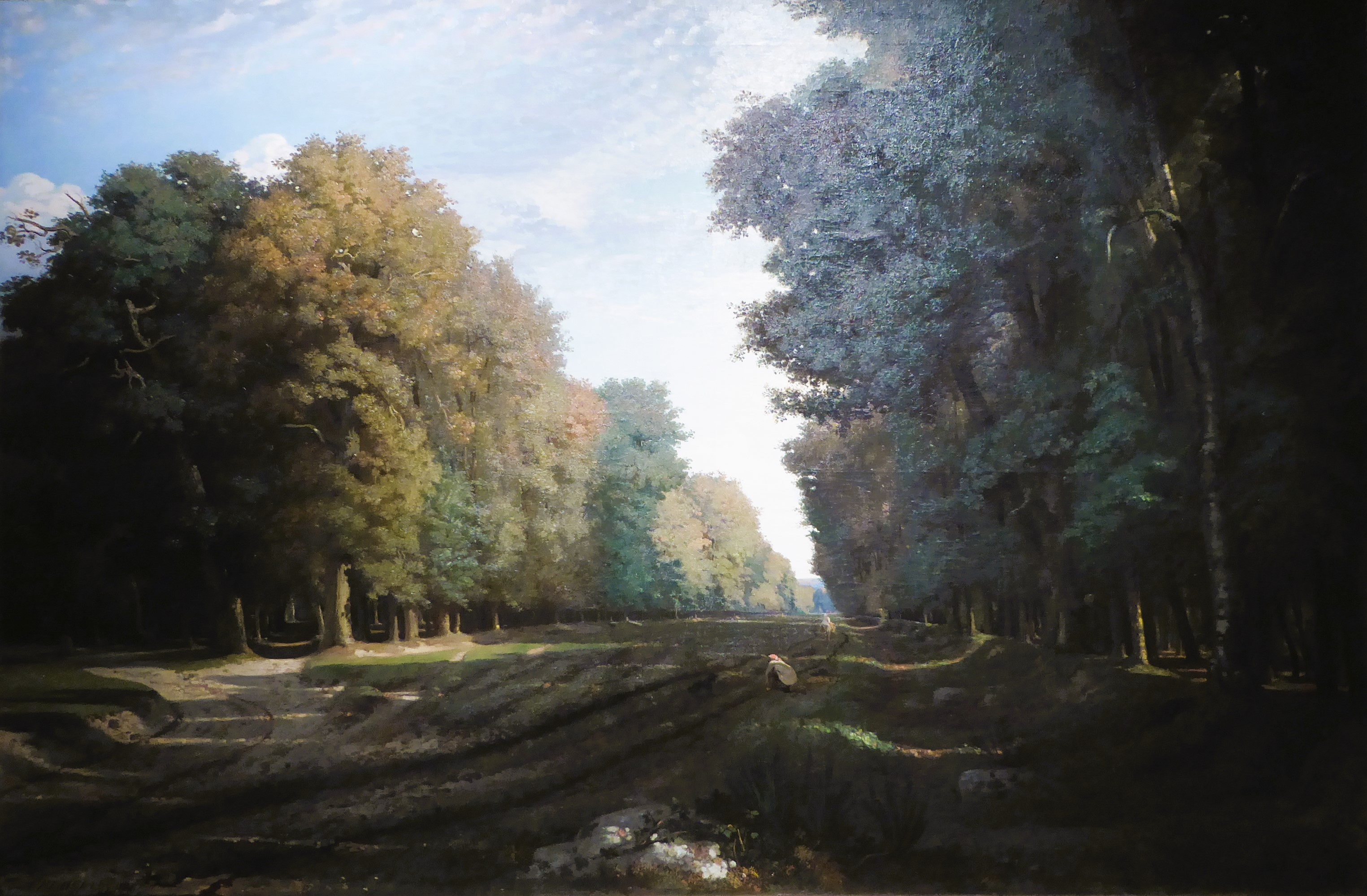
Sous-bois, seconde moitié du XIXe siècle, musée des Beaux-Arts de Chartres.

## Salons
- 1841 : médaille de 3e classe.
- 1848 : médaille de 1re classe.
- 1855 : médaille de 1re classe pour l'illustration, avec Karl Girardet, de La Touraine de Bourassé.
- 1863 : Orphée[30].
- 1878 : Le Mont Cervin et Le Lac de Némi, huiles sur toile. Sentier à Rome et Lisière de Bois en automne, aquarelles. Médaille d'honneur.
- 1879 : La Vallée de Rossillon.
- 1880 : Le Soir et Grand'-Route à Combs-la-Ville.
- 1881 : L'Ave Maria à Castel Gandolfo.
- 1881 : Lavoir à Pierrefonds.
- 1884 : L'Étang de Clisson.
- 1885 : Vue du bord du lac de Némi.
- 1890 : médaille d'honneur.

## Expositions
- Exposition universelle de 1855 à Paris.
- 1885 : Exposition internationale de blanc et noir à Paris, membre du jury en section dessins[31].
- De janvier 1897 à février 1898 : exposition « Louis Français » à l'École des beaux-arts de Paris.

## Élèves
- Achille Cesbron (1849-1913)
- César De Cock (1823-1904)
- Marguerite Cresty (1841-?)
- Léon Dallemagne
- Louis Émile Dardoize (1826-1901)
- Charles-Félix-Édouard Deshayes (1831-1905)
- Louis-Eugène Desjobert (1817-1863)
- Albert-Lucien Dubuisson (1850-1937)
- Gustave Garaud (1844-1914)
- Aimé Gros
- Louis Aimé Japy (1839-1916)
- Alfred-Eugène Koechlin (1815-1878)
- Charles Leduc (1831-1911)
- Charles-Jean Mercier (1832-1909)
- Jean-Constant Pape (1865-1920)
- Alexandre Rapin (1839-1889)

## Hommages
- En 1897, ses amis organisèrent une exposition regroupant les paysagistes des années 1830 à l’École des beaux-arts de Paris.
- Une plaque apposée par les peintres lorrains le commémore au 139, boulevard du Montparnasse à Paris, son domicile où il est mort.
- À Plombières-les-Bains, sa ville natale, un monument inauguré en 1901, œuvre du sculpteur Émile Peynot, lui est dédié sur l'avenue Louis-Français[32].
- Le musée consacré aux beaux-arts et aux sciences de la nature de Plombières-les-Bains porte son nom, de même qu'une avenue.
- Une rue d'Épinal porte son nom[33].

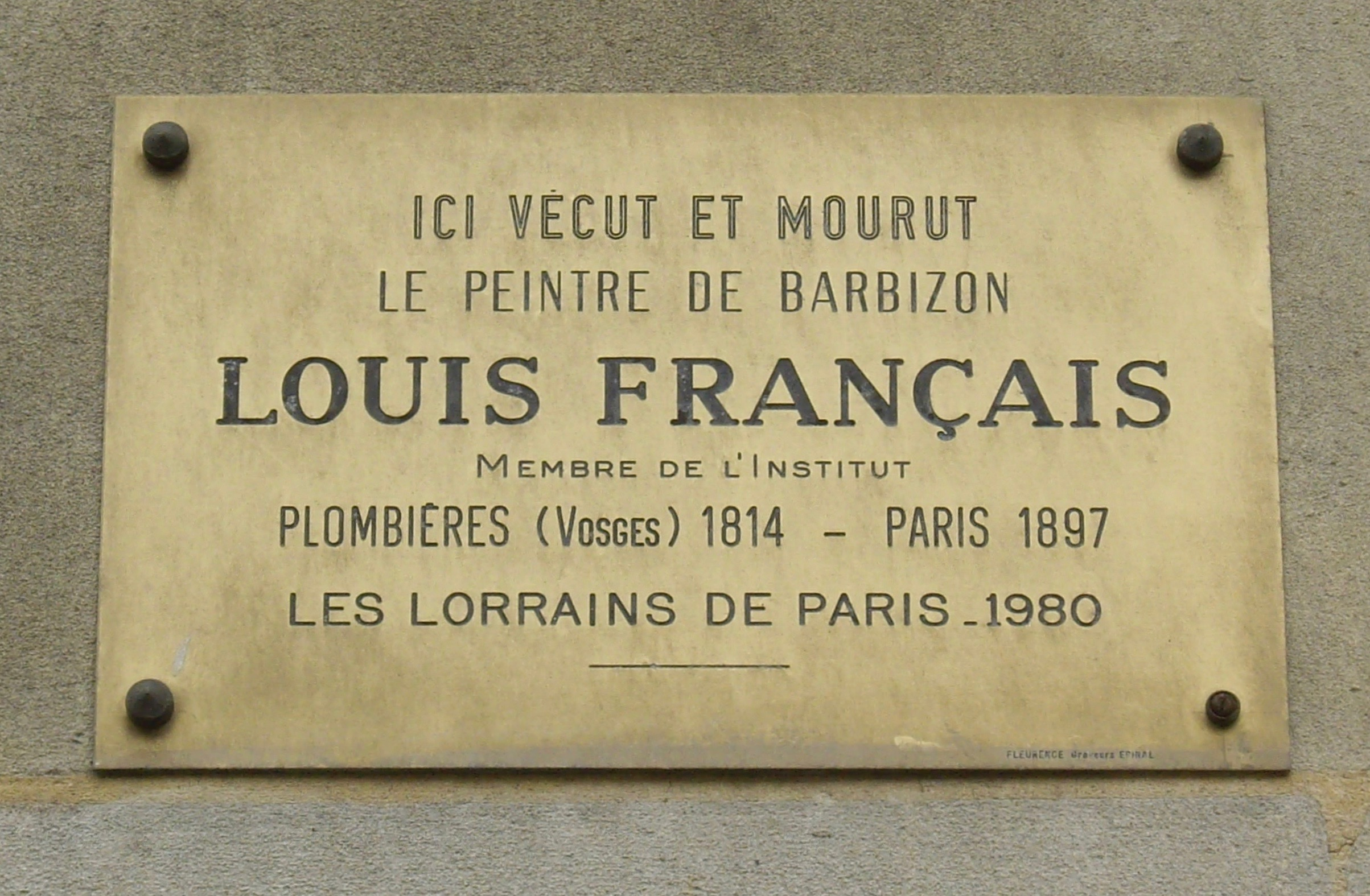
Plaque commémorative au 139, boulevard du Montparnasse à Paris.
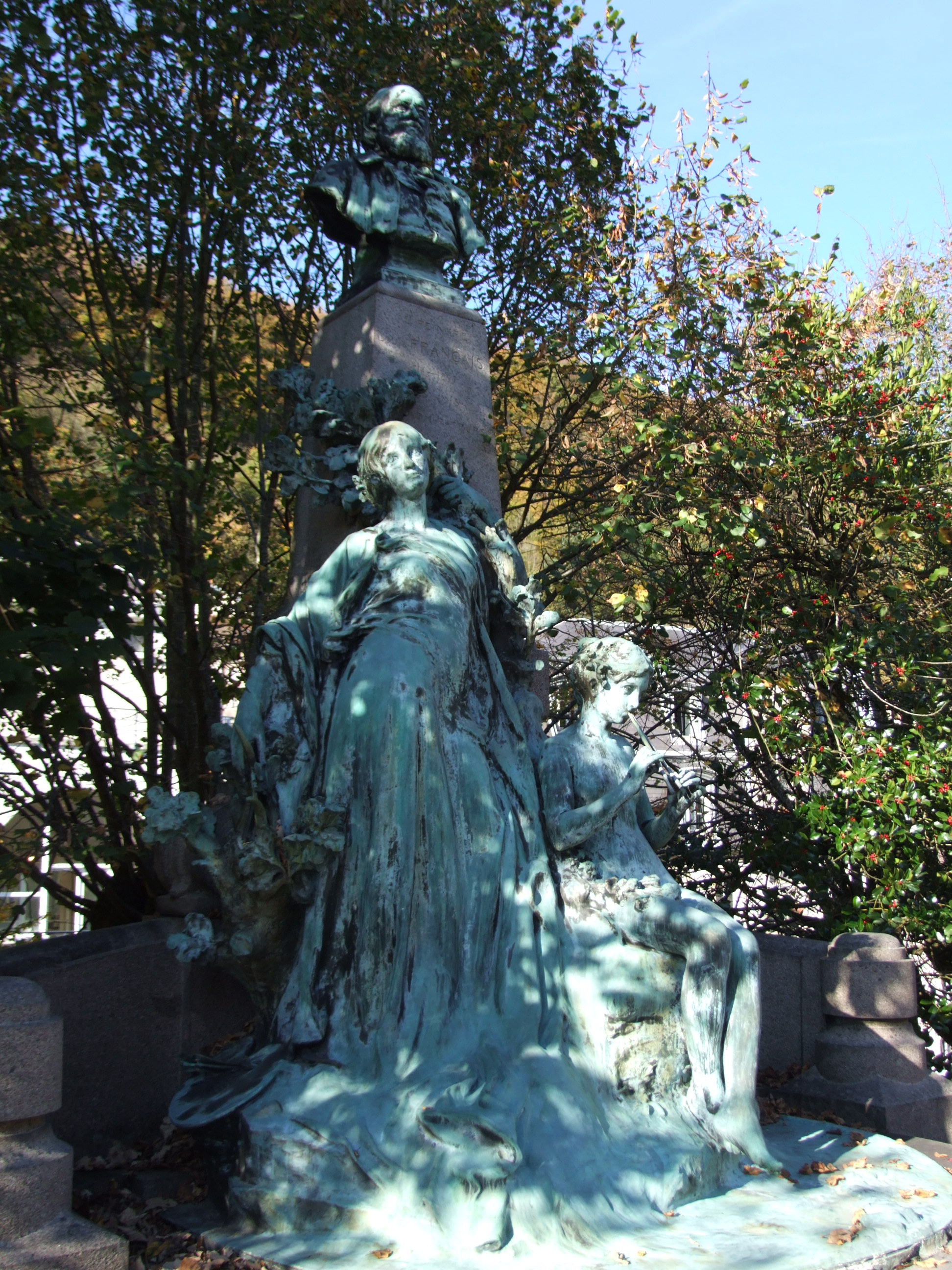
Émile Peynot, Monument au peintre Louis Français (1901), Plombières-les-Bains.
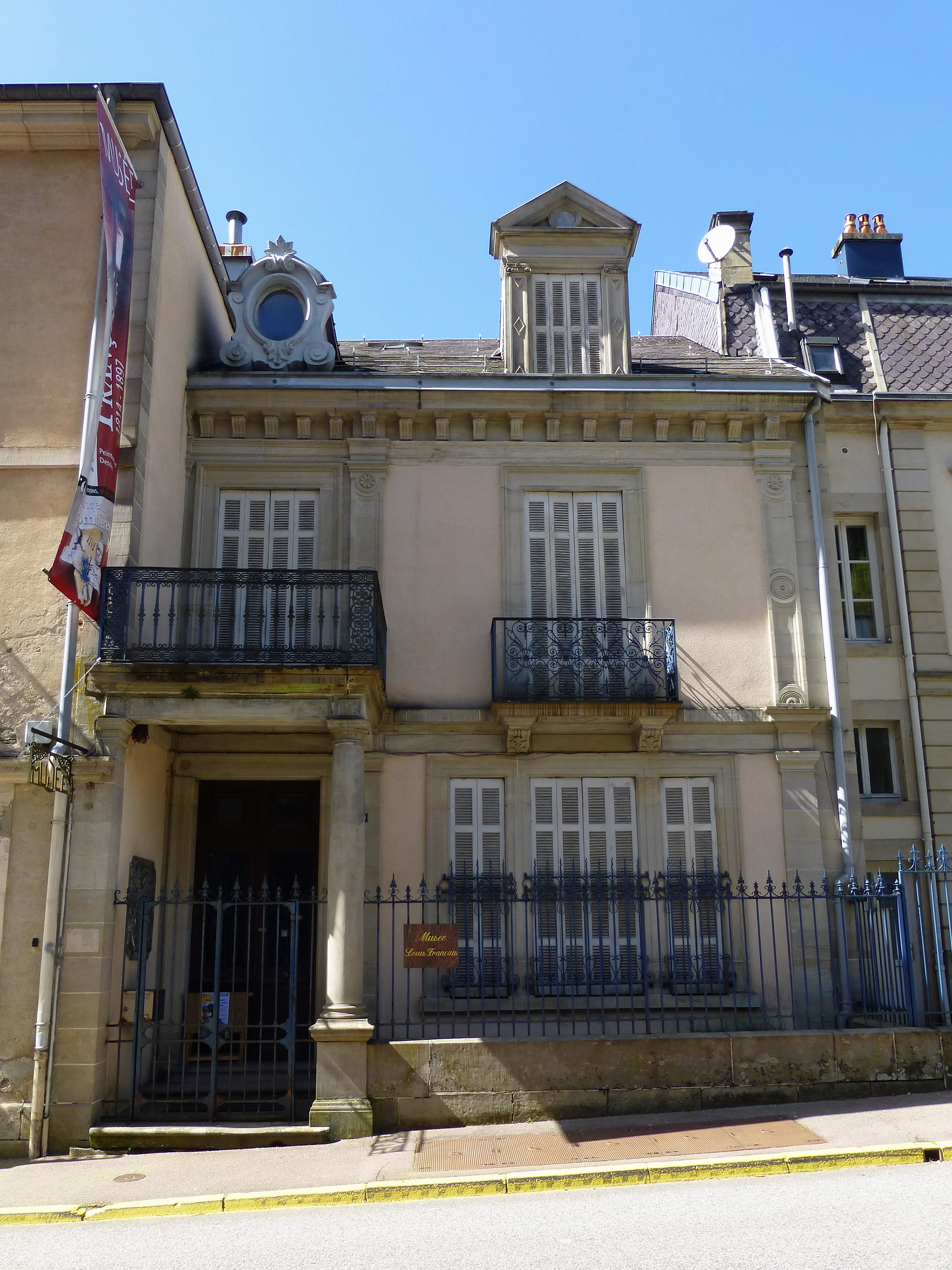
Le musée Louis-Français à Plombières-les-Bains.

### Iconographie
- Autoportrait, 1883, Florence (Italie) galerie des Offices, corridor de Vasari ((en) notice de l'œuvre sur alinariarchives.it.